# James S. Corum
James Sterling Corum (* 1947) ist ein US-amerikanischer Militärhistoriker.

## Leben und Wirken
Nach 28 Jahren in der United States Army, wobei er 2004 im Irak diente, schied er als Oberstleutnant aus.
Er erwarb seinen M.A. an der Brown University, den Master of Letters an der University of Oxford und seinen Ph.D. an der Queen’s University in Kanada. 2005 war er Visiting Fellow am All Souls College der Oxford University und dann Professor am Command and General Staff College, Fort Leavenworth, Kansas.
Seit Januar 2009 ist er Dekan der Baltischen Verteidigungsakademie in Tartu, Estland.
Er hat Dutzende von Buchkapiteln und Zeitschriftenartikel über Militärgeschichte und Aufstandsbekämpfung verfasst.
1992 wurde er mit dem The Arthur Goodzeit Book Award ausgezeichnet.

## Veröffentlichungen (Auswahl)
- The Luftwaffe: Creating the Operational Air War, 1918-1940. University Press of Kansas, Lawrence 1997, ISBN 0-7006-0962-8.
- The Roots of Blitzkrieg: Hans von Seeckt and German Military Reform, University Press of Kansas, Lawrence 1992, ISBN 0-7006-0541-X.
- Wolfram von Richthofen: Master of the German Air War. University Press of Kansas, Lawrence 2008, ISBN 978-0-7006-1598-8.
- Training Indigenous Forces in Counterinsurgency: a Tale of Two Insurgencies, 2006, ISBN 1-584-87230-6.
- Quelling the Beast: A Counterinsurgency Strategy for America, 2006.
- (Hrsg.) Rearming Germany. Brill, Leiden 2011, ISBN 978-90-04-20317-4.
- (Hrsg.) The Second World War and the Baltic States. Lang, Frankfurt am Main 2014, ISBN 978-3-631-65303-6.